# Distribució normal truncada
En probabilitat i estadístiques, la distribució normal truncada és la distribució de probabilitat derivada de la d'una variable aleatòria distribuïda normalment limitant la variable aleatòria per sota o per dalt (o ambdues). La distribució normal truncada té àmplies aplicacions en estadística i econometria.

## Definicions
Suposem {\displaystyle X} té una distribució normal amb mitjana {\displaystyle \mu } i la variància {\displaystyle \sigma ^{2}} i es troba dins de l'interval {\displaystyle (a,b),{\text{with}}\;-\infty \leq a<b\leq \infty }. Aleshores {\displaystyle X} condicionat a {\displaystyle a<X<b} té una distribució normal truncada.
La seva funció de densitat de probabilitat, {\displaystyle f}, per {\displaystyle a\leq x\leq b}, ve donada per{\displaystyle f(x;\mu ,\sigma ,a,b)={\frac {1}{\sigma }}\,{\frac {\varphi ({\frac {x-\mu }{\sigma }})}{\Phi ({\frac {b-\mu }{\sigma }})-\Phi ({\frac {a-\mu }{\sigma }})}}}i per {\displaystyle f=0} d'una altra manera.
Aquí,{\displaystyle \varphi (\xi )={\frac {1}{\sqrt {2\pi }}}\exp \left(-{\frac {1}{2}}\xi ^{2}\right)}és la funció de densitat de probabilitat de la distribució normal estàndard i {\displaystyle \Phi (\cdot )} és la seva funció de distribució acumulada{\displaystyle \Phi (x)={\frac {1}{2}}\left(1+\operatorname {erf} (x/{\sqrt {2}})\right).}Per definició, si {\displaystyle b=\infty }, doncs {\displaystyle \Phi \left({\tfrac {b-\mu }{\sigma }}\right)=1}, i de la mateixa manera, si {\displaystyle a=-\infty }, doncs {\displaystyle \Phi \left({\tfrac {a-\mu }{\sigma }}\right)=0}.
Les fórmules anteriors mostren que quan {\displaystyle -\infty <a<b<+\infty } el paràmetre d'escala {\displaystyle \sigma ^{2}} de la distribució normal truncada pot assumir valors negatius. El paràmetre {\displaystyle \sigma } és en aquest cas imaginari, però la funció {\displaystyle f} no obstant això, és real, positiu i normalitzable. El paràmetre d'escala {\displaystyle \sigma ^{2}} de la distribució normal no truncada ha de ser positiva perquè la distribució no seria normalitzable d'una altra manera. La distribució normal doblement truncada, d'altra banda, pot tenir en principi un paràmetre d'escala negatiu (que és diferent de la variància, vegeu les fórmules de resum), perquè aquests problemes d'integrabilitat no sorgeixen en un domini acotat. En aquest cas, la distribució no es pot interpretar com una condició normal no truncada {\displaystyle a<X<b}, per descomptat, però encara es pot interpretar com una distribució d'entropia màxima amb el primer i el segon moment com a restriccions, i té una característica peculiar addicional: presenta dos màxims locals en lloc d'un, situats a {\displaystyle x=a} i {\displaystyle x=b}.